# Przejście graniczne Gołkowice-Závada
Przejście graniczne Gołkowice-Závada – polsko-czeskie drogowe i małego ruchu granicznego przejście graniczne położone w województwie śląskim, w powiecie wodzisławskim, w gminie Godów, w miejscowości Gołkowice, zlikwidowane w 2007.

## Opis
Drogowe przejście graniczne Gołkowice-Závada z miejscem odprawy granicznej po stronie polskiej w miejscowości Gołkowice, powstało 29 marca 2007. Czynne było całą dobę. Dopuszczony był ruch pieszych, rowerzystów, motocyklami, samochodami osobowymi i ciężarowymi o dopuszczalnej masie całkowitej do 3,5 tony. Kontrolę graniczną osób, towarów i środków transportu wykonywała Placówka Straży Granicznej w Zebrzydowicach (Placówka SG w Zebrzydowicach).
Przejście graniczne małego ruchu granicznego Gołkowice-Závada zostało uruchomione 19 lutego 1996 w celu ułatwienia wzajemnych kontaktów między mieszkańcami terenów przygranicznych. Czynne było całą dobę. Dopuszczony był ruch pieszych, rowerzystów, motocyklami i transportem rolniczym. Kontrolę graniczną osób, towarów i środków transportu wykonywała Granicznea Placówka Kontrolna Straży Granicznej w Zebrzydowicach (GPK SG w Zebrzydowicach).
Do przejść granicznych po polskiej stronie, można było dojechać w miejscowości Gołkowice ul. Celną.
21 grudnia 2007 na mocy układu z Schengen przejścia graniczne zostały zlikwidowane.

### Przejścia graniczne z Czechosłowacją
W okresie istnienia Czechosłowackiej Republiki Socjalistycznej funkcjonowało w tym miejscu polsko-czechosłowackie przejście graniczne małego ruchu granicznego Gołkowice-Závada – I kategorii. Zostało utworzone 13 kwietnia 1960. Czynne było codziennie przez cała dobę. Dopuszczony był ruch osób na podstawie przepustek z wszelkich względów przewidzianych w Konwencji. Organy celne prowadziły kontrolę celną. Kontrolę graniczną osób, towarów i środków transportu wykonywała Strażnica WOP Godów, a następnie Graniczna Placówka Kontrolna Zebrzydowice (GPK Zebrzydowice).
W II RP istniało polsko-czechosłowackie przejście graniczne Gółkowice-Zavada (miejsce przejściowe po drogach ulicznych), na polskiej drodze celnej Gółkowice-Zavada (polski urząd celny Gołkowice). Był to punkt przejściowy z prawem dokonywania odpraw mieszkańców pogranicza, bez towarów w czasie i na zasadach obowiązujących urzędy celne, ustawione przy drogach kołowych. Dopuszczony był mały ruch graniczny. Przekraczanie granicy odbywało się na podstawie przepustek: jednorazowych, stałych i gospodarczych.

## Galeria

Przejście graniczne Gołkowice-Závada
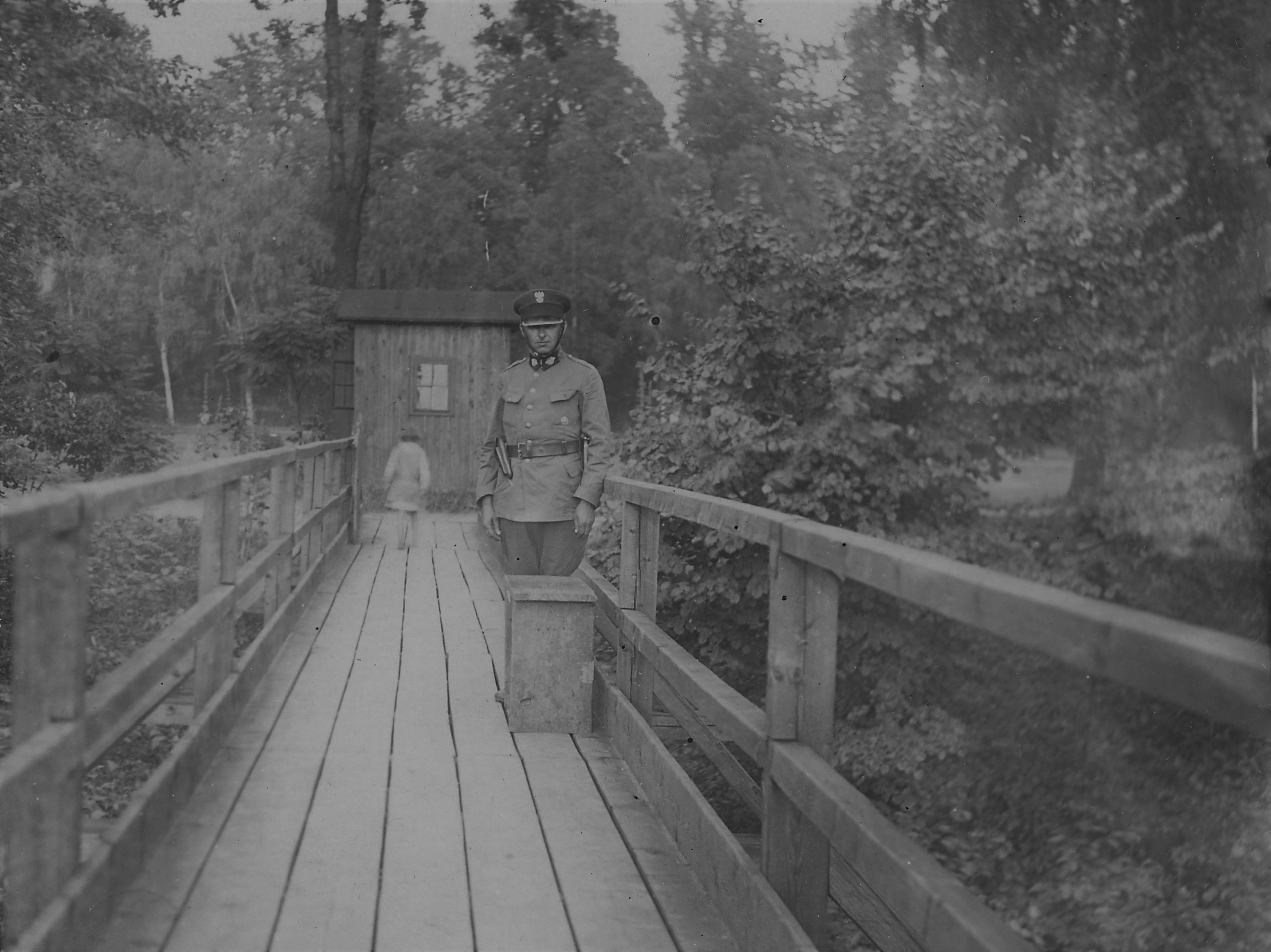
(1928–1938)
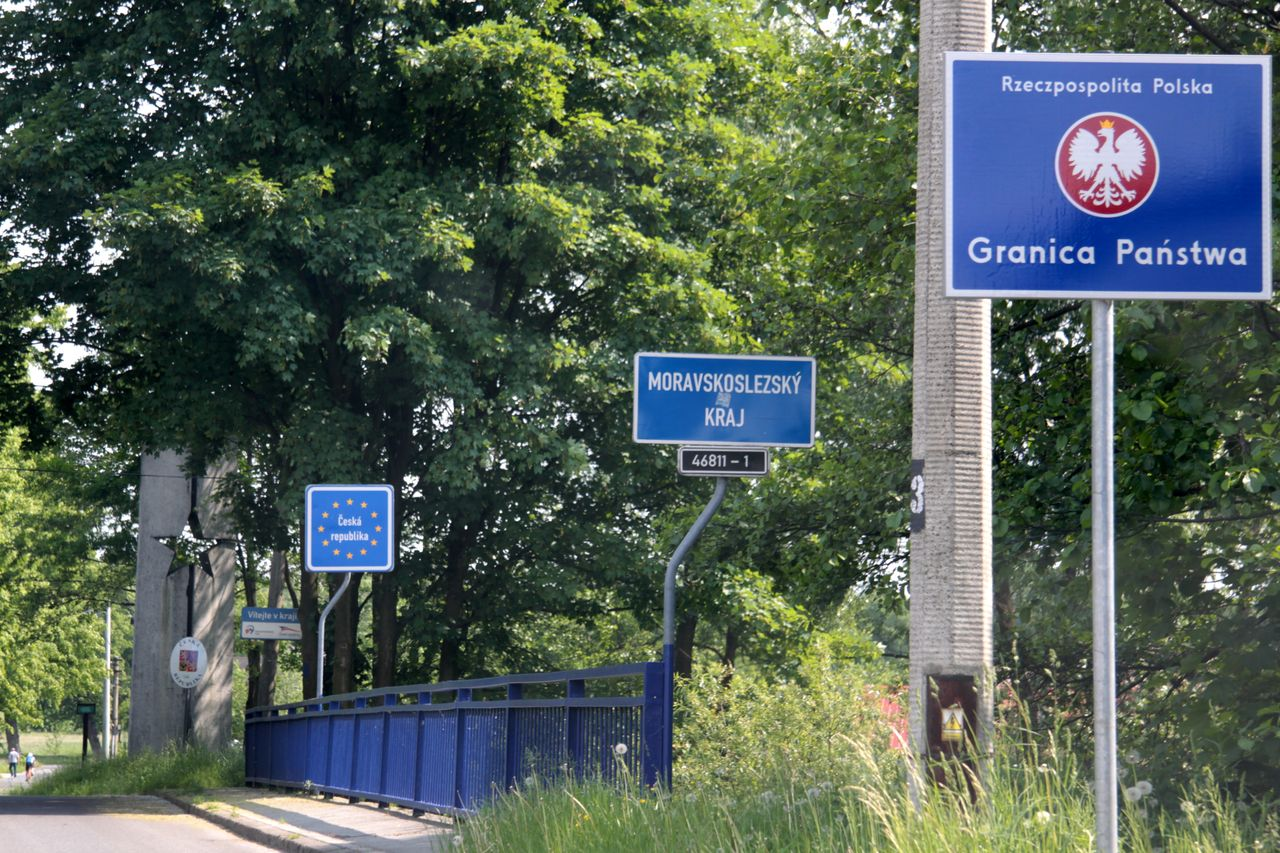
(maj 2017)
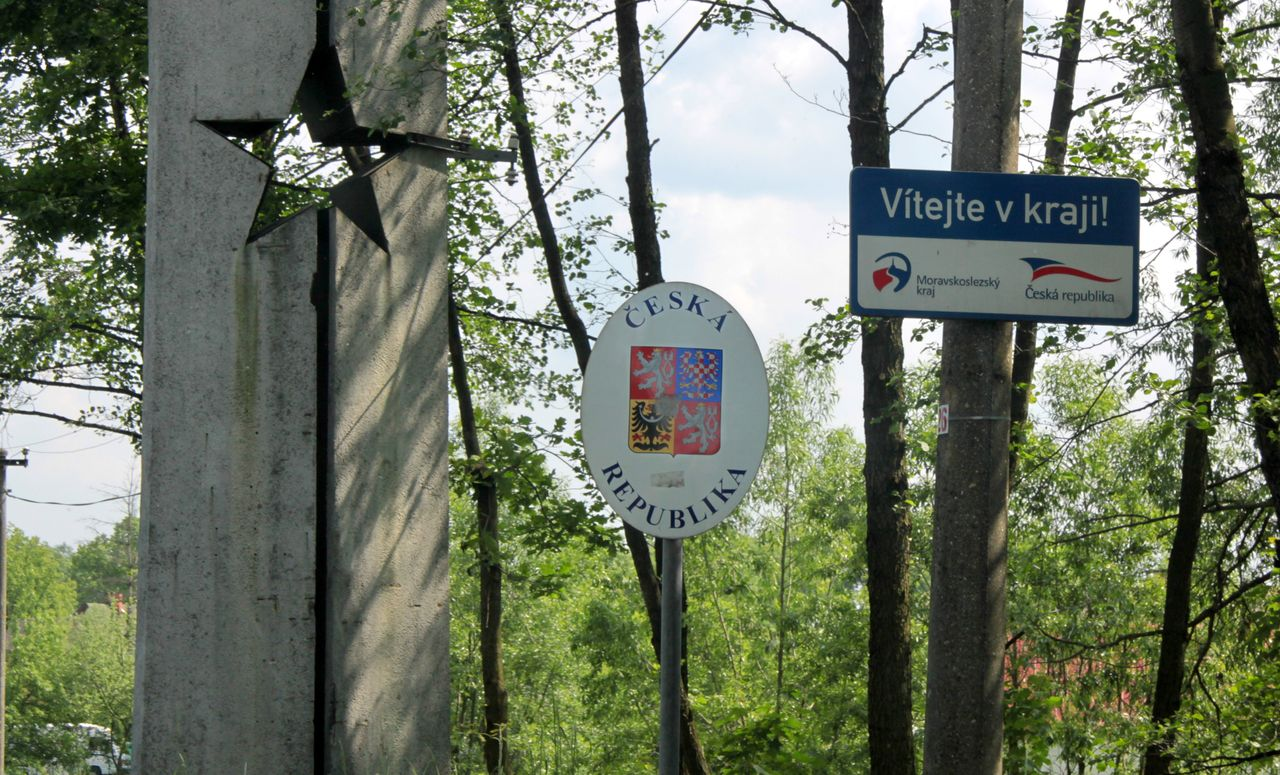
(maj 2017)